# Кудисова, Алина Витальевна
Али́на Вита́льевна Куди́сова (род. 11 августа 1999, Советский, Тюменская область) — российская лыжница и биатлонистка, серебряный призёр юниорского чемпионата мира и чемпионата России по биатлону. Мастер спорта России по биатлону (2020).

## Биография
Родилась в городе Советский, в Югре. 
В детстве занималась танцами. Позднее пошла в лыжную секцию, где тренировалась у Владимира Ивановича Ветрова. В 17-летнем возрасте перешла в биатлон, который стал основным видом спорта для Алины, однако периодически принимала участие и в марафонских лыже-гоночных соревнованиях.
В июне 2025 года объявила о завершении карьеры в биатлоне и возвращении в лыжный спорт.
На внутрироссийских соревнованиях представляет Ханты-Мансийский автономный округ.

### Спортивная карьера
В 2013-2016 гг. принимала участие на внутрироссийских стартах среди юниорок по лыжным гонкам, где высоких результатов не показывала.
С сезона 2016/2017 выступала в биатлоне, была неоднократным победителем и призёром всероссийских соревнований среди юниорок.
На международных соревнованиях дебютировала в сезоне 2019/20 на этапах юниорского Кубка IBU. В феврале 2020 года на юниорском чемпионате мира в швейцарском Ленцерхайде стала серебряным призёром в эстафетной гонке.
Сезон 2020/21 провела на Кубке IBU, но из-за плохой стрельбы выступала нестабильно, лишь раз попав в топ-10 на этапе в австрийском Обертиллиахе.
В январе 2022 года одержала свою первую победу на Кубке России, выиграв спринт и гонку преследования на этапе в Уфе. В апреле того же года стала бронзовым призёром «Авачинского лыжного марафона» на 60 км в Петропавловске-Камчатском.
На летнем чемпионате России в сентябре 2022 года стала победительницей в эстафете. В зимнем сезоне 2022/23 Кудисова завоевала свои первые награды в рамках чемпионата России, завоевав две бронзы смешанной и классической эстафет в составе югорских коллективов. Также становилась призёром смешанной эстафеты на Кубке России.
Сезон 2023/24 начала в биатлоне, став серебряным призёром чемпионата России в командной гонке. А в феврале 2024 года стало известно, что Кудисова не попала в состав своей биатлонной команды на главный внутрироссийский старт сезона, спартакиаду сильнейшиих, и спустя 8 лет вернулась к соревнованиям по лыжным гонкам. На лыжной спартакиаде в Тюмени в личных гонках стала 15-й и 10-й. В апреле в течение двух дней подряд становилась призёром «Югорского лыжного марафона», став второй в гонке классическим стилем и третьей - свободным стилем.
После неудачного старта биатлонного сезона 2024/25 (лучший личный результат — 18-е место), вновь стала участвовать в лыжных гонках. Бежала на чемпионате России и финале Кубка страны, где лучшим результатом стало 11-е место в марафоне на 50 км свободным стилем в Апатитах.